# Taishi Ci

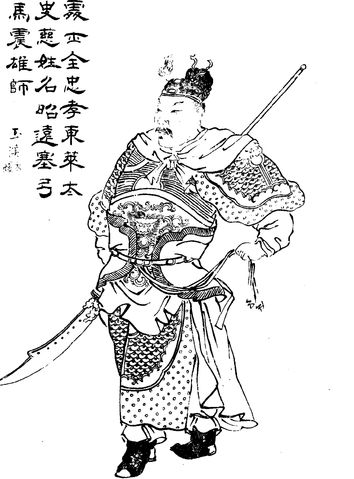
Ilustración de Taishi Ci

Taishi Ci (chino tradicional: 太史慈, chino simplificado: 太史慈, pinyin: Tàishǐ Cí, Wade Giles: T'aishih Tz'u, nombre de cortesía: Ziyi (子義), 166-206) fue un general del período final de la Dinastía Han Oriental de China al servicio de varios señores de la guerra, incluyendo a Kong Rong, Liu Yao y Sun Ce.

## Biografía

### Los comienzos
Taishi Ci nació en Huangxian de la región de Donglai (東萊, actualmente la provincia de Shandong) donde estudió duramente, mientras cuidaba de su madre. Fue conocido en toda la provincia por su fidelidad, valentía e ingenio. Cuando Taishi Ci tenía 21, sirvió como un oficial de bajo rango en Donglai. En 186, el administrador de Donglai, superior de Taishi Ci, estaba reñido con su propio superior, la oficina provincial de Qing (青州). Ambos mandaron cartas a Luoyang, la capital imperial, para expresar su mutuo descontento. Por aquel entonces el gobierno Han era tan corrupto que no era capaz de llevar a cabo investigaciones de cualquier tipo. La corte solía suponer que la primera noticia era la auténtica. El administrador de Donglai sabía que la oficina provincial ya había mandado su enviado a la capital y estaba ansioso, así que se le recomendó a Taishi Ci a llevar su propia carta a Luoyang, incluso si su adversario había llegado a la capital primero. 
A las puertas de la ciudad, Taishi Ci se encontró con el enviado provincial. Era imposible llegar antes que él y el uso de la fuerza no era apropiado. En lugar de eso, se acercó tranquilamente al enviado y le preguntó si era un mensajero y si lo era, donde estaba su carta. Tomando a Taishi Ci por un funcionario de la corte, le dio la carta y Taishi Ci la despedazó con un cuchillo. Cuando el enviado se dio cuenta de que había sido engañado, trató de pedir ayuda para arrestar a Taishi Ci, pero este lo calmó y lo llevó a un lugar apartado, sugiriéndole que ambos corriesen para salvar sus vidas, ya que el enviado era culpable de haber dejado que destruyesen la carta. El enviado preguntó por qué debía creerle, ya que Taishi Ci iba a ser obviamente recompensado. Taishi Ci respondió que nunca se le había ordenado romper la carta y que había cometido un serio crimen. El enviado aceptó pero una vez fuera de Luoyang, Taishi Ci engañó al enviado y llevó su carta a la corte. Después de eso, la oficina provincial trató de enviar otra carta pero habiendo llegado después, la corte rechazó la queja. 
Taishi Ci se hizo famoso pero también se convirtió en el enemigo de la provincia. Temiendo ser castigado, Taishi Ci huyó a Liaodong.

### A las órdenes de Gongsun Du
En Liadong, Taishi Ci se hizo amigo de un famoso erudito local, Bing Yuan (邴原), quien le presentó a Gongsun Du, el gobernador local. Taishi Ci fue querido y respetado por la gente del lugar. Debido a que era un fugitivo, Gongsun Du no podía ofrecerle ningún cargo, pero se esperaba que tuviese un papel importante en el futuro. Sin embargo, esto no llegaría nunca a ocurrir ya que Taishi Ci se vio involucrado en los problemas entre Gongsun Du y Liu Zheng(劉政), amigo de Bing Yuan. Gongsun Du odiaba a Liu Zheng y trató de ejecutarlo, pero Liu Zheng consiguió escapar, cosa que no pudieron hacer sus seguidores. Por un tiempo se refugió con Bing Yuan, pero Gongsun Du dio orden de ejecutar a todo aquel que ocultase o ayudase a Liu Zheng. Bing Yuan le pidió a Taishi Ci que llevase a Liu Zheng de regreso al interior de China, a lo que Taishi Ci accedió. Después de su huida, Bing Yuan convenció a Gongsun Du de liberar a todos los seguidores de Liu Zheng. 